# Castillo de Tabernes
El castillo de Tabernes o de Alcalá de Alfandech o Els Castellets es una antigua fortificación musulmana situada en el municipio de Tabernes de Valldigna que está protegida como bien de interés cultural, con anotación ministerial RI-51-0010914 de fecha 29 de octubre de 2002.

## Emplazamiento
Se encuentra situado sobre un cortado del macizo de las Tres Cruces, a unos 250 metros sobre el nivel del mar, dominando el litoral y el sector oriental de la Valldigna.